# Patrizier 2
Patrizier 2: Geld und Macht ist das zweite Spiel innerhalb der Spieleserie Der Patrizier von Handelssimulationen. Es ist der Nachfolger zu Der Patrizier. Mit Patrizier 2: Aufschwung der Hanse erschien 2001 eine Computerspiel-Erweiterung. Das Grundspiel mitsamt seiner Erweiterung gebündelt wurde in Deutschland 2002 als Patrizier 2: Gold Edition verkauft. International entschied man sich jedoch es 2003 als Patrician III: Rise of the Hanse zu vermarkten, weshalb der Nachfolger dann auch im deutschsprachigen Raum Patrizier 4 hieß.

## Spielprinzip
Das Spiel versetzt in die Hochzeit der Hanse. Der Spieler startet mit einem Schiff und wenig Startkapital. Hiermit können Waren gekauft, die andernorts gewinnbringend verkauft werden können. Das Wirtschaftssystem ist dabei abhängig von anderen Händlern und den Produktionszweigen der Stadt. Betrachtet wird das Spielgeschehen aus isometrischer Perspektive. Anschließend kann Kapital im Kreditgeschäft, als Bauherr zur Erwirtschaftung von Mieten oder durch Aufbau von Warenproduktion reinvestiert werden. Zudem kann man auf Piratenjagd gehen oder selbst Konvois aufbringen und verborgene Schätze suchen.
In der Erweiterung Aufschwung der Hanse wurde der Posten des Bürgermeisters spielerisch verbessert. Das Ehrenamt kostet nun nicht mehr nur Geld. Der Stadtausbau und die Befestigung kann nun auch aus dem Etat der Gemeinde gedeckt werden. Auf dem Weg zum Eldermann liegen spezielle Missionen wie die Jagd auf Seeräuberverstecke oder die Gründung neuer Städte. Zudem wurden Komfortfunktionen eingefügt wie Schiffe mit der Minimap zu befehligen, automatische Handelsrouten abzuspeichern und in andere Partien zu importieren. Der Wareneinkauf und -verkauf lässt sich über einen Verwalter automatisieren.

## Rezeption
Das trockene Thema Wirtschaftssimulation werde mit Piratenjagd und Schatzsuchen spannend verpackt. Das Handeln sei simpel, aber ermögliche zahlreiche Spielvarianten. Es fehle jedoch der Feinschliff. Kampfsequenzen arten regelmäßig in Verfolgungsjagden aus. Die Spielbalance zeige beim Handel teils Schwächen. Das Spielprinzip gehe über eine Handelssimulation hinaus und böte Elemente aus Aufbau- und Strategiespielen. Trotz einer gut gestalteten Einführung sei der Einstieg als Händler schwierig. Danach spielen Städtebau und Politik eine wesentliche Rolle. Das Spiel versetze nostalgisch zurück in die goldene Zeit der Wirtschaftssimulation auf dem Amiga. Zwar gebe es Aufbauelemente und Erkundungsfahrten, im Kern vergleiche man als Spieler jedoch häufig Zahlen in Tabellen.
Der VUD vergab den Gold-Award für über 100.000 verkaufte Einheiten im deutschsprachigen Raum. In Spanien wurde es über 60.000-mal abgesetzt.